# Marina Mniszech

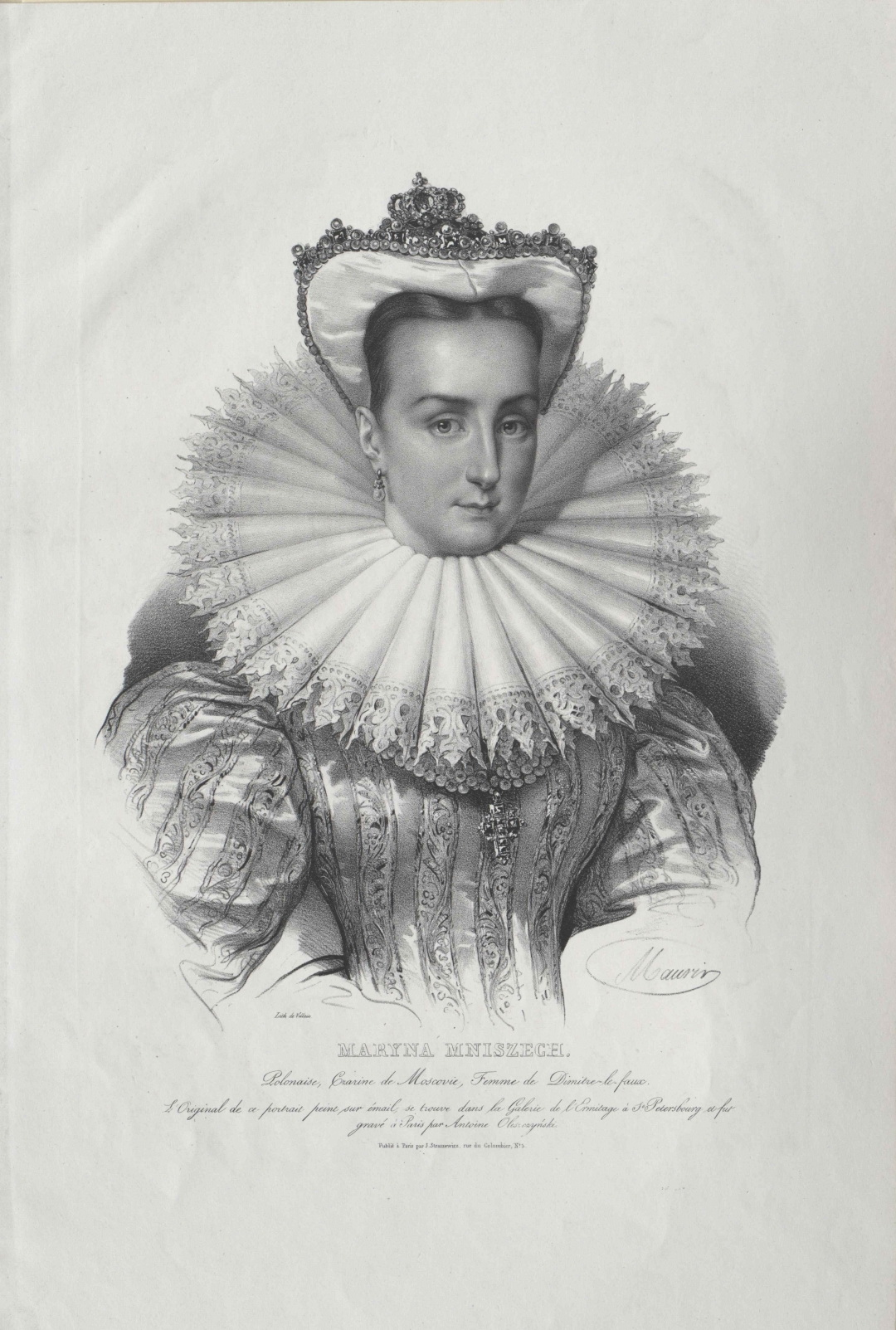

Marina Mniszech was een Poolse vrouw van adellijke afkomst en voor korte tijd tsarina van Rusland.
Ze trouwde met de eerste valse Dmitri. Nadat deze tijdens een opstand uit een raam van het  Kremlin was gegooid vluchtte Marina, die de bijnaam Marinka de Heks droeg, naar het zuiden.
Toen de tweede valse Dmitri opkwam, zorgde Marina's vader Jerzy ervoor dat Marina en Dmitri elkaar ontmoetten. Tijdens die ontmoeting gaf Marina aan dat zij in Dmitri haar echtgenoot herkende. De tweede valse Dmitri, die ook bekend stond als de Grote Boef, werd in 1610 vermoord door een Kozak. Hij had echter Marina al bezwangerd en in 1611 werd het kind, Ivan, geboren. Het kreeg de bijnaam Kleine Boef. 
Marina hertrouwde weer, nu met kozakkenleider Ivan Zaroetski. Deze trachtte de oppermacht over Rusland te veroveren, maar trok in 1613 aan het kortste eind, toen Michaïl I Romanov werd gekroond. Het gezin vluchtte, maar werd in 1614 opgepakt en naar Moskou gevoerd. Zaroetski werd gespietst. Kleine Boef werd aan de galg gehangen, maar omdat hij pas drie jaar oud en dus niet erg zwaar was, braken zijn nekwervels niet en stikte hij langzaam. Marina stierf enkele maanden later in de gevangenis.